# Albert Locher (Politiker, 1849)
Albert Locher (* 7. Januar 1849 in Stallikon; † 5. Juli 1914 in Zürich) war ein Schweizer Politiker (DP), reformierter Pfarrer und Journalist. Von 1888 bis 1893 gehörte er dem Nationalrat an, von 1905 bis zu seinem Tod dem Ständerat. Darüber hinaus war er ab 1893 mehr als zwei Jahrzehnte lang Regierungsrat des Kantons Zürich.

## Biografie
Der Sohn eines Dekans studierte Theologie an der Universität Zürich. Nach der Ordination im Jahr 1871 war er zunächst Verweser. Von 1873 bis 1877 wirkte er als Pfarrer in Altikon, danach bis 1880 in Wülflingen. Während dieser Zeit war er Redaktor beim Volksblatt des Bezirks Andelfingen. Ab 1880 arbeitete er bis 1893 als Redaktor beim Landboten in Winterthur. Locher gehörte der demokratischen Bewegung an und wurde 1879 für den Wahlkreis Wülflingen-Töss in den Kantonsrat gewählt. Den Kantonsrat präsidierte er im Amtsjahr 1892/93. 1888 trat er zu einer Nachwahl im Nationalratswahlkreis Zürich-Ost an und wurde zum Nachfolger des verstorbenen Friedrich Salomon Vögelin gewählt.
1891/92 war Locher Zentralpräsident des Grütlivereins. 1893 trat er als Nationalrat zurück, nachdem er in den Regierungsrat gewählt worden war. Er leitete zunächst das Departement des Inneren, von 1899 bis 1905 und ab 1914 das Erziehungsdepartement sowie von 1905 bis 1911 das Volkswirtschaftsdepartement. Als führende Persönlichkeit der Demokratischen Partei des Kantons Zürich führte Locher die Annäherung an die Zürcher FDP herbei und war von 1907 bis 1911 Vizepräsident der Schweizer FDP. 1904 erhielt er die Ehrendoktorwürde der Universität Zürich. Ab 1905 war Locher zusätzlich zu seinem Regierungsamt auch Vertreter des Kantons Zürich im Ständerat.